# Classe Ōtori
La classe Ōtori (鴻型水雷艇, Ōtori-gata suiraitei) est une classe de torpilleurs de la Marine impériale japonaise construite entre 1934-37 et ayant servi durant la Seconde Guerre mondiale.

## Caractéristiques

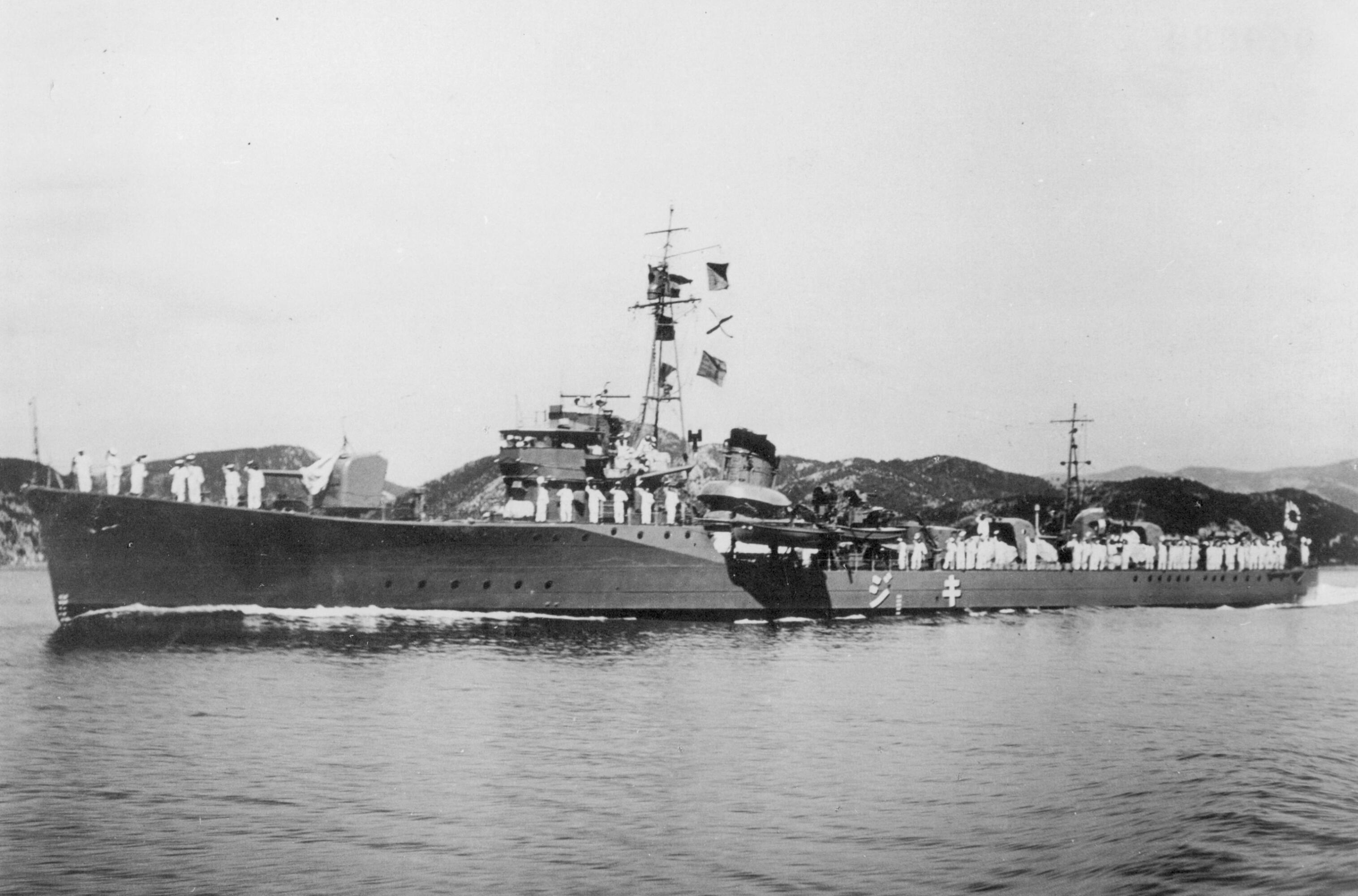
Le Kiji en 1937

Bénéficiant de la refonte de la classe Chidori, la classe Ōtori avait une coque légèrement plus longue. La structure du pont était également plus basse que sur la classe Chidori afin de maintenir le centre de gravité bas. Deux turbines à engrenages Kampon alimentées par deux chaudières à tubes d'eau Kampon ont produit un total de 19 000 chevaux-vapeur (14 000 kW), ce qui a donné aux navires plus de puissance que la classe Chidori, et donc une vitesse maximale légèrement supérieure de 30,0 nœuds.
L'armement de la classe Ōtori était presque le même que celui de la classe Chidori refondue avec une batterie principale de trois canons navals simples de 120 mm/45 de type 3 qui s'élevaient à 55 degrés pour une capacité anti-aérienne limitée. Les lance-torpilles ont été modifiés de deux affuts doubles à un triple, et un seul lanceur de charge de profondeur de type 94 a été transporté. Cependant, l'armement anti-aérien n'était qu'un seul Vickers 40 mm (pompon de 2 livres) construit sous licence.
Pendant la guerre du Pacifique, en 1944, les survivants se sont fait retirer le canon arrière et jusqu'à trois canons AA doubles de type 96 de 25 mm et cinq affuts simples ont été installés, ainsi qu'un radar de type 22 et un de type 13. Le nombre de grenades sous-marines a été porté à 48.

## Service
Outre le blocus de Manille et la campagne des îles Salomon, ils ont été employés dans les eaux territoriales japonaises et dans les escortes de convois.

## Les unités
| Nom      | Chantier naval                           | Lancement       | Service           | Fin de carrière                     |
| -------- | ---------------------------------------- | --------------- | ----------------- | ----------------------------------- |
| Otori    | Arsenal naval de Maizuru                 | 25 avril 1935   | 10 octobre 1936   | coulé le 12 juin 1944               |
| Hiyodori | Ishikawajima Shipbuilding Yard Tokyo     | 25 octobre 1935 | 20 décembre 1936  | coulé le 14 novembre 1944           |
| Hayabusa | Yokohama                                 | 28 octobre 1935 | 7 décembre 1936   | coulé le 24 septembre 1944          |
| Kasasagi | Iron Works, Sakurajima Factory Osaka     | 18 octobre 1935 | 15 janvier 1937   | coulé le 26 septembre 1943          |
| Kiji     | Mitsui Engineering & Shipbuilding Tamano | 26 janvier 1937 | 31 juillet 1937   | cédé à Union soviétique (1947-1957) |
| Kari     | Yokohama                                 | 20 janvier 1937 | 20 septembre 1937 | coulé le 16 juillet 1945            |
| Sagi     | Shipbuilding Yard Harima                 | 30 janvier 1937 | 31 juillet 1937   | coulé le 8 novembre 1944            |
| Hato     | Ishikawajima Shipbuilding Yard Tokyo     | 25 janvier 1937 | 7 août 1937       | coulé le 16 octobre 1944            |